# Ona coreana

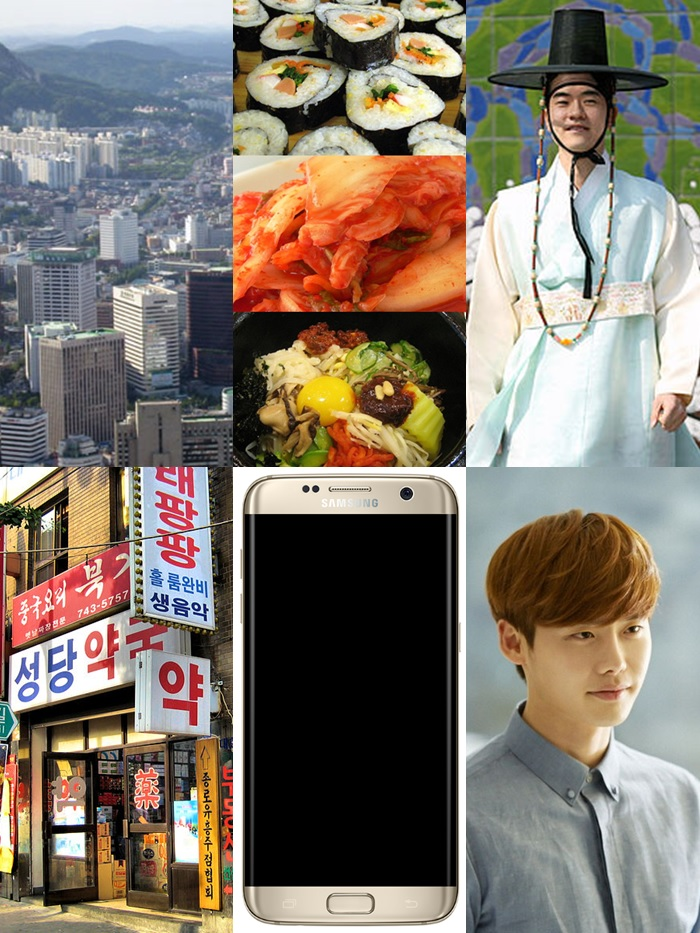
D'esquerra a dreta i de dalt cap avall: Vista aèria de Seül, gastronomia coreana (Kimbap, Kimchi i Bibimbap), home amb la vestimenta tradicional Hanbok i Gat, anuncis escrits amb l'alfabet coreà hangul, un telèfon mòbil Samsung Galaxy S7 i l'actor Lee Jong Suk.

Ona coreana (hangul: 한류, hanja: 韓流, romanització revisada: Hallyu, McCune-Reischauer: Hallyu?) és un neologisme que fa referència a l'augment de la popularitat a nivell global de la cultura contemporània de Corea del Sud des de mitjans de la dècada de 1990, impulsada per l'exportació de música i sèries de televisió de producció completament local en idioma coreà, inicialment a països de l'Est i Sud-est Asiàtic, però posteriorment propagant-se a altres continents en diversos mitjans, formant part de la globalització.
Els Jocs Olímpics de Seül 1988 van tenir un paper fonamental en mostrar per primera vegada la cultura local, la qual va prendre força al llarg de la dècada de 1990 i es va exhibir amb domini en la Copa Mundial de Futbol de 2002, des que va emergir el K-pop al costat de les produccions televisives, en afegir-se exportacions tecnològiques de marques locals, el turisme i continguts culturals que van convertir al país, devastat després de la guerra de Corea, en una important potència cultural a tot el món.

## Denominació
També és anomenada Hallyu wave o Korean wave, en anglès. El terme es va originar a la Xina a mitjans de 1999. Els periodistes de Pequín estaven sorpresos per la popularitat cada vegada més creixent de les celebritats sud-coreanes i les produccions televisives en aquest país. El terme Hallyu prové d'ajuntar els caràcters Han (韓) que significa Corea, amb Liu o Ryu (流) que significa flux o ona.
Aquest terme s'aplica de vegades de manera diferent fora de Corea del Sud; a vegades, a l'estranger el concepte Hallyu s'utilitza per descriure als conceptes d'entreteniment coreà en general, però a Corea, un drama hallyu i un drama coreà o algun actor coreà o un actor hallyu, posseeixen un significat lleugerament oposat, ja que segons l'investigador Kim Jung Mee, el terme Hallyu s'utilitza per fer referència únicament als drames que han guanyat popularitat a l'estranger o actors de característiques que són reconeguts internacionalment.

## Història

### Antecedents
Un esment primerenc de la cultura coreana com una forma de poder tou es pot trobar en els escrits de Kim Koo, líder del moviment d'independència de Corea i president del Govern Provisional de la República de Corea, prop del final de la seva autobiografia, escriu:
| «                                                | Vull que la nostra nació sigui la més bella del món. Amb això no em refereixo a la nació més poderosa. Perquè he sentit el dolor de ser envaït per una altra nació, no vull que la meva nació envaeixi als altres. N'hi ha prou amb la nostra riquesa que ens fa la vida abundant; és suficient que la nostra força sigui capaç de prevenir les invasions estrangeres. L'únic que desitjo en quantitat infinita és el poder d'una cultura noble. Això és degut al fet que el poder de la cultura tant ens fa feliç i li dona felicitat als altres | » |
| — Kim Koo, Extracte de Baekbeomilji, 1 març 1948 | |   |

### Fonaments
Després de la guerra de Corea (1950-1953) i l'Acord d'Armistici de Corea, signat en 1953, Corea del Sud va experimentar un període de ràpid creixement econòmic conegut localment com el miracle econòmic del riu Han.
Mentre en la indústria cinematogràfica, les quotes de pantalla es van introduir a Corea del Sud durant la presidència de Park Chung Hee per restringir el nombre de pel·lícules estrangeres als cinemes. Aquestes quotes van ser pensades per evitar la competència entre les pel·lícules nacionals i estrangeres, aquestes últimes les més taquilleres. No obstant això, en 1986, l'Associació Cinematogràfica dels Estats Units (MPAA) va presentar una queixa al Senat dels Estats Units pel que fa a les regulacions imposades pel govern de Corea del Sud per aquell temps, sent aquest últim obligat a aixecar les restriccions. En 1988, Twentieth Century Fox es va convertir en el primer estudi de cinema nord-americà que estableix una oficina de distribució a Corea del Sud, seguit per Warner Bros. (1989), Columbia Pictures (1990) i Walt Disney (1993).
En 1994, la quota de mercat de les pel·lícules de Hollywood a Corea del Sud havien aconseguit una inserció d'al voltant del 80 per cent, i la participació de la indústria cinematogràfica local va caure a un mínim de 15,9 per cent. Aquest any, el president Kim Young Sam va aconsellar proporcionar suport i subsidis a la producció de continguts, en els mitjans de comunicació coreans, com a part de l'estratègia d'exportació del país. D'acord amb mitjans de comunicació sud-coreans, el aleshores president, va instar a prendre nota de com els ingressos totals generats per la pel·lícula Parc Juràssic havia aconseguit la venda d'1,5 milions d'automòbils Hyundai; amb això últim com una font d'orgull nacional, influenciant al govern de torn enfocar-se cap a la cultura com a indústria exportable. En aquest moment, el Ministeri de Cultura va crear una oficina d'indústria cultural per desenvolupar el seu sector de mitjans i es va encoratjar a molts inversors a expandir-se al cinema i els mitjans de comunicació. D'aquesta manera, a la fi de 1995 es van asseure les bases per al sorgiment de l'ona coreana.

### Sorgiment
El juliol del 1997, la crisi financera asiàtica va conduir a fortes pèrdues en el sector de la manufacturació, la qual cosa va provocar que moltes empreses haguessin de recórrer al sector de l'entreteniment. D'acord amb The New York Times, Corea del Sud va començar a enumerar les restriccions a les importacions culturals del seu antic colonitzador, Japó en 1998. Amb l'objectiu de fer front a un imminent atac de pel·lícules japoneses, anime, màniga i J-pop. El Ministeri de Cultura va fer una sol·licitud d'un augment substancial del seu pressupost, la qual cosa va permetre la creació de 300 departaments d'indústria cultural en col·legis i universitats en tot el país.
Al febrer de 1999, la primera pel·lícula local de gran pressupost, Shiri, va ser estrenada i es va convertir en un èxit comercial important. Va recaptar més d'11 milions de dolares nord-americans, superant a Corea del Sud l'èxit de taquilla de Titanic.

### Desenvolupament
El setembre del 1996, SM Entertainment, llança la banda de nois H.O.T., els quals s'acabarien convertint en la primera banda de K-pop modern a obtenir divulgació i èxit a l'estranger, amb un concert a Beijing, on les entrades es van esgotar immediatament. Al voltant de finals de la dècada de 1990 i 2000, diverses sèries de televisió van ser difoses a la Xina. El 19 de novembre de 1999, un dels periòdics controlats per l'estat de la Xina, el Diari de la Joventut de Beijing (北京青年报), va publicar un article que reconeix la «gelosia del públic xinès per les sèries de televisió i cançons de pop sud-coreanes». A mesura que el volum de les importacions culturals va augmentar ràpidament, l'Administració Estatal de Radio, Cinema i Televisió Xinesa respost a l'èxit, prenent la decisió de restringir i limitar el nombre de sèries de televisió de coreanes que poguessin ser vistes per les audiències xineses.
Altres països d'Àsia Oriental també estaven experimentant un creixement en la popularitat dels drames i cançons pop coreanes. En 2000, l'estat de Manipur a Índia, on les pel·lícules de Bollywood van ser prohibides pels separatistes, per tant els consumidors van fixar gradualment la seva atenció en l'entreteniment coreà. D'acord amb la Agence France-Presse (AFP), es va reportar una alta popularitat de la cultura coreana en escoles i els mercats de carrer de Manipur, a causa que molts drames coreans i pel·lícules es van introduir de contraban en Manipur des de Myanmar, en format de CD i DVD. En 2002, l'àlbum de BOA Listen to My Heart, es va convertir en el primer disc origen coreà a vendre un milió de còpies al Japó.
Al mateix temps que el Hallyu estava experimentant un èxit primerenc, va haver-hi un creixement igualment notable en les importacions culturals de Taiwan, considerat també un dels quatre tigres asiàtics. El 2001, el drama taiwanès Meteor Garden, una adaptació del manga japonès Boys Over Flowers, va ser molt popular en el continent i es va convertir en la sèrie dramàtica més vista en la història de la televisió de les Filipines, aconseguint més de 10 milions d'espectadors diaris només a Manila i catapultant els protagonistes masculins de la banda de nois taiwanesos F4 a la fama, incloent una seqüela i adaptacions posteriors d'altres països, incloent la sud-coreana Boys Over Flowers per KBS 2TV en 2009. El 8 de juny de 2001, el quart àlbum d'estudi de Shinhwa Hey, Come On!, va ser llançat amb èxit al llarg d'Àsia, la qual cosa va fer que el grup es fes molt popular a la Xina i Taiwan.
Entre 2001 i 2002, Sud-amèrica va començar a absorbir tot el que arribava des de Corea i la sèrie Un desig en els estels original de 1997, va començar a ser emesa amb èxit a Xile, Perú i altres països de la zona, però aquests últims dos va ser on més repercussió va tenir, fins i tot es va fundar un club de fanàtics de l'actor Ahn Jae Wook. El 2002, Winter Sonata, produïda per KBS 2TV, es va convertir en la primera sèrie de la regió a igualar l'èxit de Meteor Garden, atraient a un seguiment de culte a Àsia. Les vendes de màrqueting, incloent equips de DVD i novel·les, van superar els 3,5 milions de dolares al Japó. El 2004, el llavors primer ministre japonès, Junichiro Koizumi, va assenyalar que el protagonista masculí de la sèrie era «més popular que jo al Japó». Altres drames coreans llançats en anys posteriors com Dae Jang Geum (2003) i Full House (2004) van tenir nivells comparables d'èxit.
Des de 2002, les tendències de programació en la televisió asiàtica, van començar a sofrir canvis, les sèries sud-coreanes i taiwaneses van començar a omplir cada vegada més hores d'espais anteriorment reservades per a pel·lícules americanes. El gran avanç per al K-pop va arribar amb el debut de TVXQ (2003), SS501 (2005), Super Junior (2005), i altres artistes aclamats que segons un reporter de BBC els va descriure com «famosos a gran part d'Àsia». L'any 2003, el grup de noies Baby VOX va llançar una cançó en xinès, titulada I'm Still Loving You i va encapçalar diverses llistes musicals a la Xina, generant un enorme grup de fanàtics. Tant I'm Still Loving You i el seu posterior senzill en coreà What Should I Do arribaren a obtenir popularitat a Tailàndia. Mentrestant, la popularitat de la televisió coreana va seguir estenent-se per tot el continent. Reportis sobre les dones asiàtiques que viatjaven a Corea del Sud per trobar l'amor, amb un romanç inspirat en drames coreans, van començar a aparèixer en els mitjans de comunicació, fins i tot en el Washington Post.
A Nepal, Bhutan i Sri Lanka, els drames coreans van començar a prendre cada vegada més temps en l'aire als canals de televisió en aquests països amb Winter Sonata i Full House van començar a encendre l'interès per la cultura popular coreana en aquests països. La moda coreana i els pentinats es van convertir en moda entre els joves a Nepal i van donar lloc a un auge en els cursos d'idioma coreà al país, persistint diversos anys després. La cuina coreana va experimentar una onada de popularitat a Nepal amb l'obertura cada vegada més de restaurants coreans al país des de principis dels anys 2000. De la mateixa manera, la cuina coreana també es va fer popular a Sri Lanka i Bhutan amb l'obertura de restaurants per satisfer la demanda en aquests països. A la fi de la dècada de 2000, molts músics taiwanesos havien estat reemplaçats pels seus equivalents de K-pop, i encara que un petit nombre de grups tals com a F4 i Fahrenheit van seguir mantenint bases de fanàtics a Àsia, el públic jove eren més receptius a les noves bandes de K-pop tals com a Big Bang i Super Junior.

### Propagació
Als Estats Units, la cultura coreana i el K-pop es van expandir pels coreà-americans, organitzats en comunitats d'immigrants com a Los Angeles i Nova York, mentre a Xile també va succeir de la mateixa forma, per la comunitat coreana resident a la Regió Metropolitana de Santiago. No obstant això, inicialment va existir poca resposta per part dels productors de música nord-americans, d'acord amb el cap d'operacions de Mnet, l'intent dels seus empleats per enviar més de 300 vídeos de K-pop a productors nord-americans i segells discogràfics va ser rebuda amb una resposta tèbia. De la mateixa manera, es va tractar de fer un debut als Estats Units d'artistes com a BOA i Es7en, no aconseguint èxit. Ells van ser qualificats per un reporter de CNN com «un complet fracàs».
Malgrat això, el K-pop en si i la televisió de corea, amb programes com Jumong, sent particularment ben rebuts pel públic del món musulmà, han vist augmentar la seva popularitat en Amèrica i en altres llocs, amb una base de fanàtics mundials dedicats i creixent, sobretot després del llançament del vídeo musical de PSY Gangnam Style, que es va tornar viral entre 2012-2013, convertit en el primer vídeo de YouTube, a arribar a més de mil milions de visites. La plataforma de YouTube va ser vital en la creixent popularitat internacional del K-pop, arribant a una audiència global.
En 2012, l'ona coreana va ser esmentada oficialment, tant pel president nord-americà Barack Obama a la Universitat de Hankuk d'Estudis Estrangers, el 26 de març i el secretari general de l'ONU, Ban Ki-moon, en l'Assemblea Nacional de Corea del Sud durant el 30 octubre d'aquest any. Al febrer de 2013, la llavors vicepresident de Perú, Marisol Espinoza va ser entrevistada per l'agència Yonhap, on va donar la benvinguda a l'ona coreana a Perú.
El 25 de febrer de 2013, la recentment triada presidenta de Corea del Sud, Park Geun-hye, va donar el seu discurs d'inauguració, on es va comprometre a construir una nació que sigui més feliç a través de la cultura i per fomentar un nou renaixement cultural que vagi més enllà de l'etnicitat i superar ideologies, a causa de la seva capacitat de compartir la felicitat. D'acord amb The Korea Times, una de les principals prioritats de la presidenta Park com a presidenta, era la d'assignar almenys el 2 per cent del pressupost nacional per desenvolupar la cultura sud-coreana, la indústria i per buscar més intercanvis culturals amb el nord.
Corea del Sud va experimentar un creixement considerable en el sector del turisme, donant la benvinguda a més de 12 milions de visitants el 2013, amb 6 milions de turistes provinents solament de la Xina. No obstant això, aquest mateix any, un estudi fet a 3.600 enquestats de tot món, va trobar que més del 66% dels enquestats creia que la popularitat de la cultura coreana podria desaparèixer en els propers quatre anys, no obstant això, tres anys després d'aquest sondeig en 2016, la sèrie Descendents del sol, va aconseguir més de dos mil milions d'espectadors per internet, xifra considerada extremadament alta, especialment en occident on comunament les produccions televisives mes reeixides, no aconsegueixen ni la sisena part d'aquesta quantitat.
El 2016 el primer esdeveniment organitzat partícip de l'Ona coreana a l'Orient Mitjà tingué lloc amb molt d'èxit a Abu Dhabi (Emirats Àrabs Units).
El 20 de maig de 2016, la Casa Blava, el palau de govern sud-coreà informo l'inici de la construcció d'un parc temàtic basat en la cultura hallyu, que espera atreure cinc milions de visites anuals.
Altres elements que han propagat l'Ona Coreana han sigut les sèries televisives coreanes i els webtoons coreans.

## Critiques
Malgrat la bona rebuda en gran part del món, l'ona coreana també ha estat rebuda amb folgança i sentiments anti-coreans en països com Xina, Japó i Taiwan. Existint actituds negatives cap a la cultura coreana, podent tenir arrels en el nacionalisme o conflictes històrics. A la Xina, el productor Zhang Li Kuo va descriure l'Ona Coreana com una «invasió cultural» i va aconsellar als xinesos que rebutgessin les exportacions coreanes.
Al Japó, un còmic anti-coreà, el manga Kenkanryu (Odiar l'ona coreana) es va publicar el 26 de juliol de 2005, i es va convertir en un èxit de vendes número 1 en el lloc web Amazon del Japó. El 8 d'agost de 2011, l'actor japonès Sousuke Takaoka va mostrar obertament el seu disgust per l'Ona Coreana a Twitter, la qual cosa va provocar un moviment d'Internet per boicotejar els programes coreans en la televisió japonesa. El sentiment anti-coreà també va sorgir quan Kim Tae Hee, una actriu coreana, va ser seleccionada per aparèixer en una sèrie japonesa el 2011. Havia estat una activista en la disputa de les roques de Liancourt, pel moviment de Dokdo a Corea i alguns japonesos es van enfurismar perquè anava a estar en un programa de televisió japonès. Va haver-hi una protesta en contra de Kim Tae Hee al Japó, que més tard es va convertir en una protesta contra l'ona coreana. D'acord amb The Korea Times en un article publicat al febrer de 2014, «Els experts i observadors a Corea i Japó diuen que mentre que l'assistència a les reunions és encara petita i tals accions extremes estan lluny d'entrar en el corrent principal de la política japonesa, les manifestacions hostils han crescut en grandària i freqüència en els últims mesos».
La indústria de l'entreteniment coreà també ha estat criticat pels seus mètodes i vincles amb la corrupció, segons informa Al Jazeera al febrer de 2012, encara que sense dades concretes. A Occident, alguns comentaristes van notar similituds entre el suport del Ministeri de Cultura sud-coreà a l'ona Coreana i la participació cultural de la CIA en la guerra freda, amb l'antiga Unió Soviètica. D'acord amb la revista britànica The Quietus, se sospita que el Hallyu seria com una empresa patrocinada pel govern de Corea del Sud per enfortir la seva influència política.